# Pozycja birmańska
Pozycja birmańska – pozycja medytacyjna, w której pośladki spoczywają na poduszce, kolana są zgięte i oparte o podłoże, stopy znajdują się w okolicach krocza. Nogi nie krzyżują się, plecy są wyprostowane.